# Heilig Hartbeeld (Brachterbeek)
Het Heilig Hartbeeld is een standbeeld in de Nederlandse plaats Brachterbeek, in de provincie Limburg.

## Achtergrond
Het Heilig Hartbeeld werd in 1920 gemaakt door beeldhouwer Jan Verdonk. Het beeld staat bij de H. Hart van Jezuskerk uit 1933.

## Beschrijving
Het beeld is een staande Christusfiguur in gedrapeerd gewaad. Met zijn linkerhand wijst hij naar het Heilig Hart op zijn borst. Zijn rechterarm hangt langs het lichaam naar beneden en toont de handpalm met stigmata.
Het beeld staat op een natuurstenen sokkel, waarop plaquettes zijn aangebracht. Aan de voorzijde is een reliëf te zien van Christus met het Heilig Hart. De zijkanten tonen een voorstelling van een hert dat dringt uit een beek, een verwijzing naar de plaatsnaam en Psalm 42, en aan de andere zijde regalia, een kroon met scepter op een kussen, als teken van koninklijke waardigheid. Een inscriptie op de achterzijde vermeldt: 

COR JESU
REX ET CENTRUM
OMNIUM CORDIUM
MISERERE NOBIS
3 JUNI 1920

## Galerij

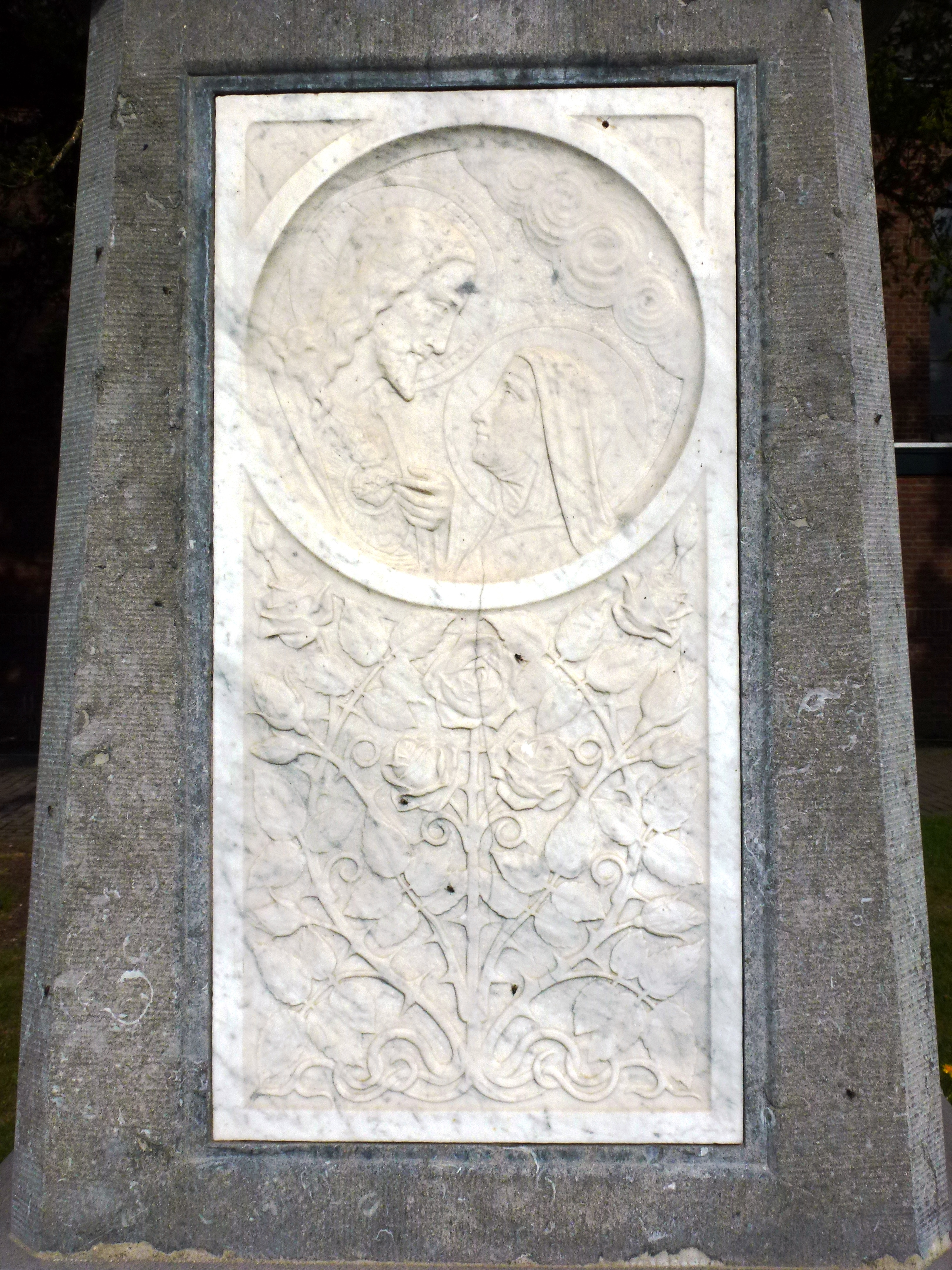
Reliëf voorzijde
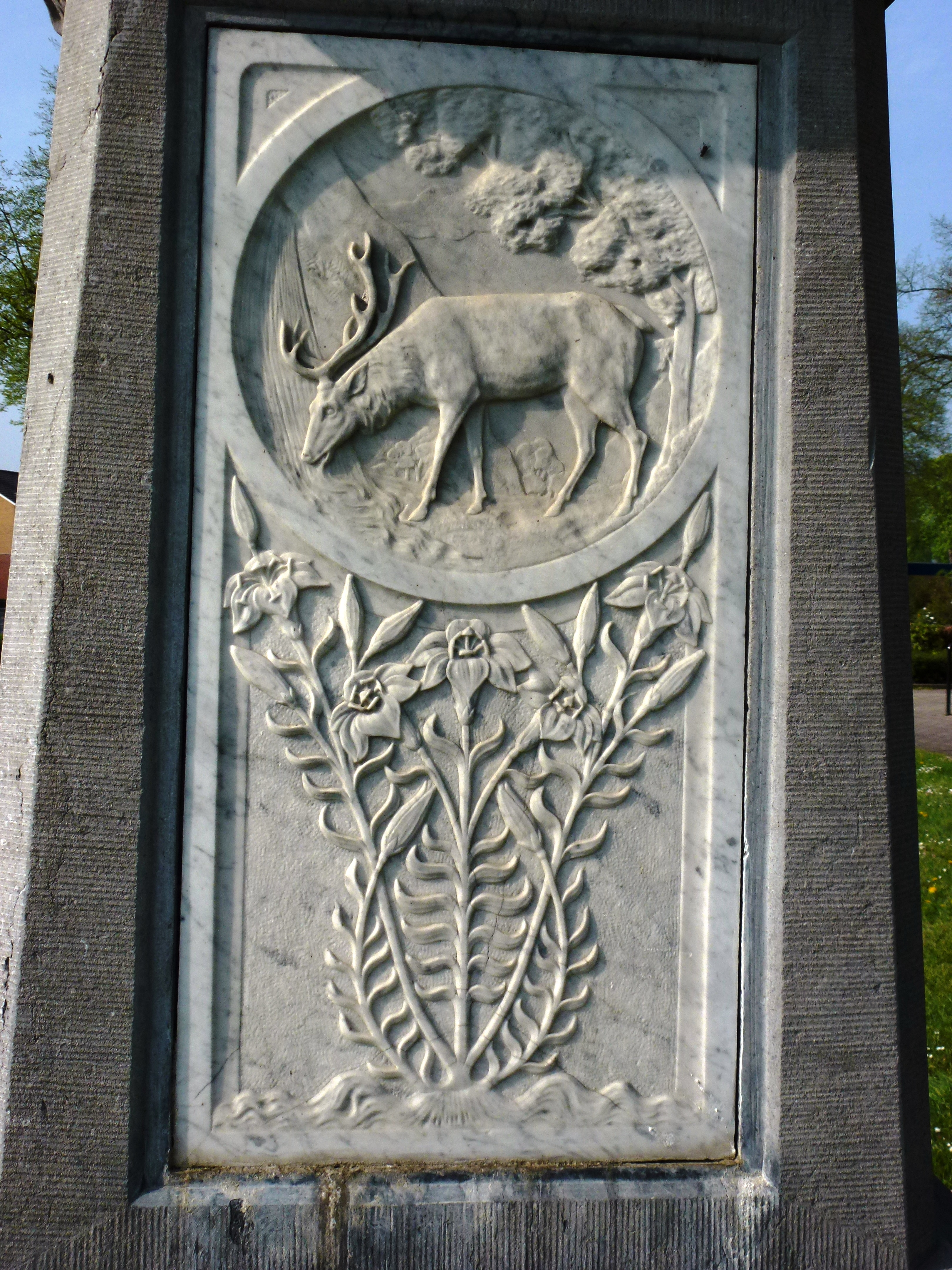
Reliëf zijkant 1
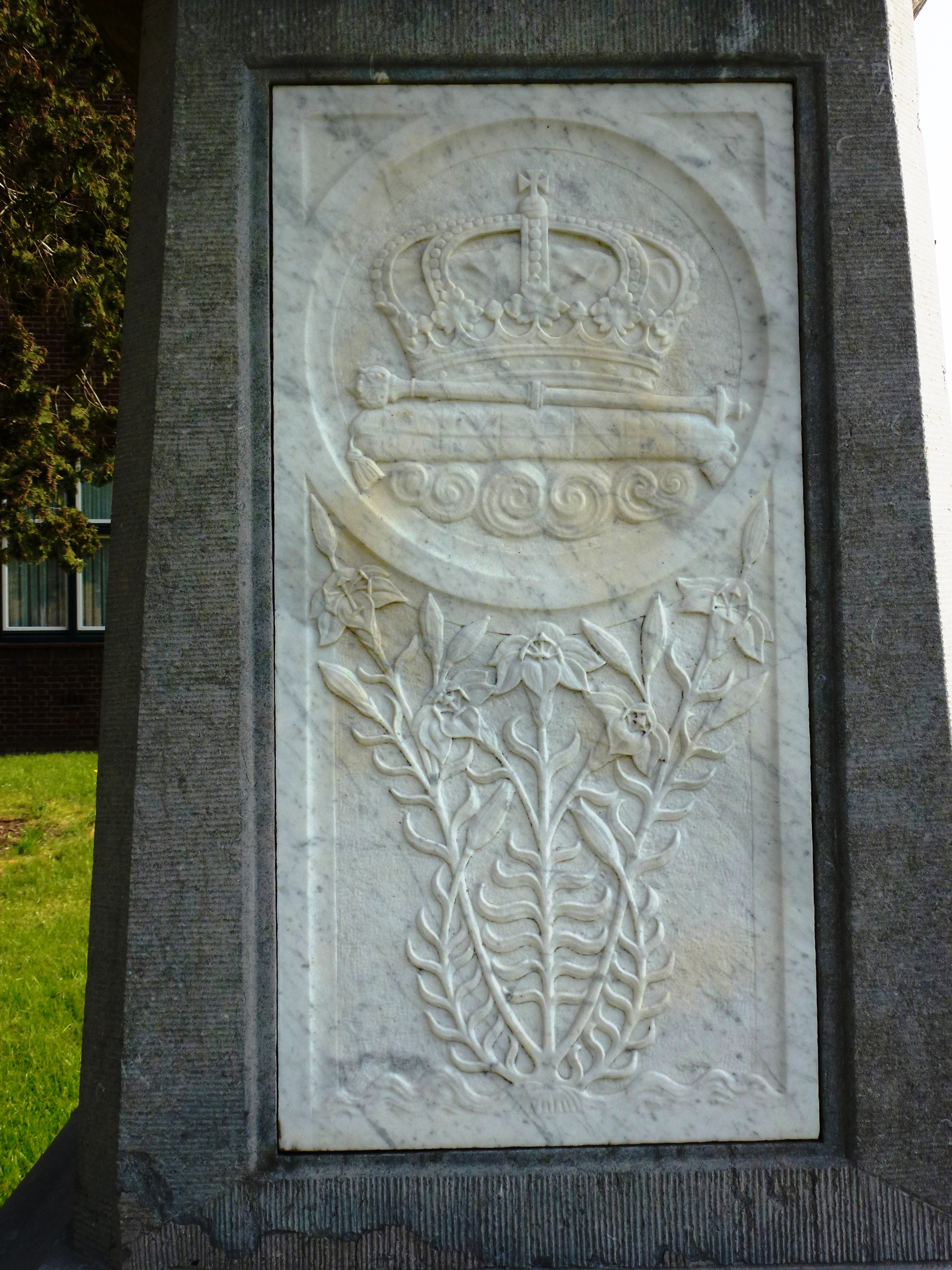
Reliëf zijkant 2
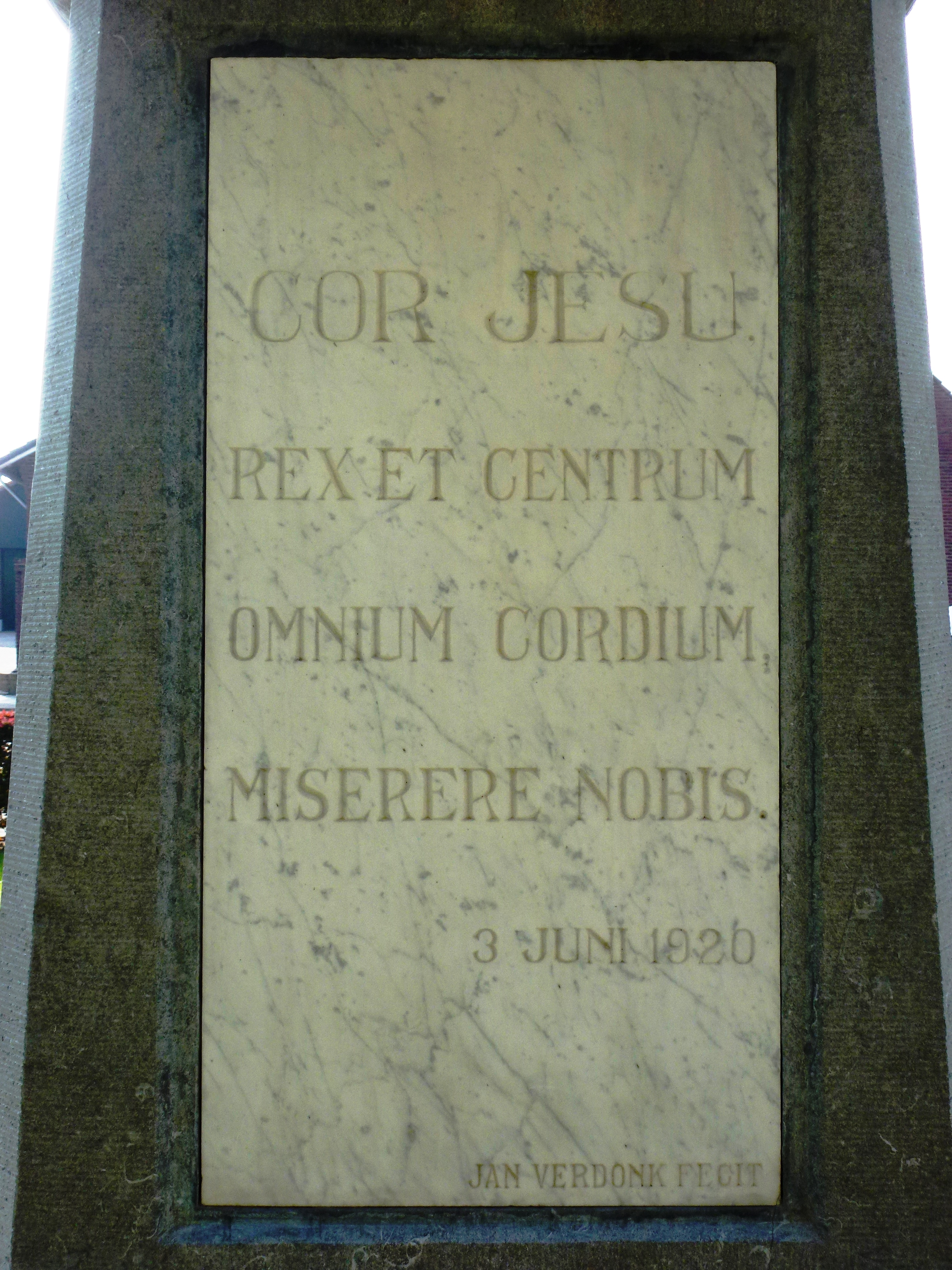
Inscriptie